# Praslin
Praslin je druhým největším ostrovem souostroví Vnitřních ostrovů ležících na Seychelách. Leží asi 44 km severovýchodně od ostrova Mahé v Somálském moři. Praslin má populaci přibližně 7533 obyvatel a rozlohu 38 km². Hlavními osadami jsou Baie Sainte Anne, Anse Volbert a Grand'Anse.
Praslin je oblíbenou turistickou destinací a nachází se na něm spousta známých pláží jako např. Anse Lazio.
Velmi vyhledávaným místem je přírodní rezervace Vallée de Mai, která je zapsána na seznamu přírodních památek UNESCO. Pro toto chráněné území je specifický výskyt endemické palmy lodoicea seychelská, která má největší semeno ze všech rostlin na světě. Ze zástupců fauny zde žijí např. bulbulčík seychelský, seychelský černý papoušek, či netopýr seychelský.
Na velké části jihu ostrova se nachází Národní park Praslin.

## Historie
Ostrov byl objeven v roce 1744 cestovatelem Lazare Picault, který ho nazval Isle de Palmes, kvůli rozlehlým palmovým plochám. V tom čase byl ostrov používán jako úkryt pro piráty a arabské obchodníky. V roce 1768 byl ostrov přejmenován na počest francouzského ministra zahraničí vévody de Praslin na Praslin, který se používá dodnes.